# Theix
Theix is een dorp en voormalige gemeente in Frankrijk in Bretagne. De plaats maakt deel uit van het arrondissement Vannes.

## Geschiedenis
Op 1 januari 2016 is de gemeente gefuseerd met Noyalo tot de huidige gemeente Theix-Noyalo. Hierbij kreeg allen Noyalo de status van commune déléguée maar ook die status werd in 2024 per gemeenteraadsbesluit afgeschaft.

## Geografie
De onderstaande kaart toont de ligging van Theix met de belangrijkste infrastructuur en aangrenzende gemeenten.

## Demografie
Onderstaande figuur toont het verloop van het inwonertal.

## Bezienswaardigheden
- Het Kasteel van Le Plessis-Josso.